# Echinacea tennesseensis
Echinacea tennesseensis là một loài thực vật có hoa trong họ Cúc. Loài này được (Beadle) Small mô tả khoa học đầu tiên năm 1933.